# 嚴肅性
嚴肅性（英語：Seriousness）是一種對某件被認為重要的事物的嚴重、莊嚴、堅持不懈和誠懇的態度。一些重要的哲學家與評論家批評了過高的嚴肅性，同時其他人稱讚了它。嚴肅性通常被與喜劇性對比，如在喜劇中。在幽默理論中，一個人必須具有一種幽默感或一種嚴肅感以區分什麼應當或不應當被嚴肅地對待，或作為重要的或不重要的。在其他方面，它可被與玩耍感對比。孩童們如何學習一種嚴肅感以塑造價值或區分嚴肅的和不嚴肅的事物被在發展心理學與教育心理學中研究。被認為嚴肅的事物隨不同的文化廣泛地變化。